# Newbury
Newbury – miasto i civil parish w Anglii, w hrabstwie ceremonialnym Berkshire i jednostce administracyjnej West Berkshire. Leży nad rzeką Kennet, 25,5 km na zachód od miasta Reading i 87,4 km na zachód od Londynu. W 2001 roku miasto liczyło 32 675 mieszkańców. W 2011 roku civil parish liczyła 31 331 mieszkańców.
Newbury jest wspomniane w Domesday Book (1086) jako Ulvritone. Miasto znane jest z dwóch bitew, które miały tu miejsce podczas angielskiej wojny domowej: pierwsza bitwa w 1643 i druga bitwa w 1644.
W miejscowości znajduje się główna siedziba firmy Vodafone – największego na świecie operatora telefonii komórkowej.
W mieście rozwinął się przemysł papierniczy, elektroniczny oraz lotniczy.

## Współpraca
Miejscowość partnerska:
- Eeklo, Belgia